# Vařešinka
Der Vařešinka ist ein linker Nebenfluss der Opava (Oppa) in Tschechien.

## Verlauf
Die Vařešinka entspringt südöstlich von Kozmice (Kosmütz) in der Hlučínská pahorkatina (Hultschiner Hügelland). Sie fließt zunächst in südöstliche Richtung und wird nach 200 Metern durch die Bahnstrecke Kravaře ve Slezsku–Hlučín überbrückt. Am östlich von Hlučín (Hultschin) gelegenen Wald Fifejdy wird ein Teil ihres Wassers in den Baggersee Hlučínské jezero abgeleitet. Knapp 400 m bachabwärts fließt linksseitig der Bach von den Rothschildbrunnen (Rothschildovy studny) zu, der als Nebenquelle der Vařešinka angesehen wird. Auf seinem weiteren Lauf fließt zwischen der Bach zwischen dem Hlučínské jezero und Dlouhá Ves (Langendorf) entlang bis zur Vinná hora (Weinberg; 287 m. n.m.), wo er den Ablauf des Hlučínské jezero aufnimmt und südliche Richtung nimmt. Nach ca. 4 Kilometern mündet die Vařešinka am westlichen Fuße der Vinná hora (Weinberg; 287 m. n.m.) in die Opava.

## Zuflüsse
- Bach von den Rothschildovy studny (l)
- Ablauf des Hlučínské jezero (r)

## Geschichte
Bis ins 19. Jahrhundert mündete der Bach südwestlich von Langendorf in den Bürgerteich, und nach dessen Trockenlegung oberhalb der Maschinenmühle, früher Große Mühle, in den Hultschiner Mühlgraben.
Der heutige Unterlauf des Baches entstand in der zweiten Hälfte des 20. Jahrhunderts im Zuge der Begradigung der Opava und der Anlegung des Hlučínské jezero. Der neue Bachlauf am Fuße der Vinná hora folgt einer im Zuge der Regulierung abgeworfenen Flussschleife der Opava.